# Врт мучења
Врт мучења (фр. Le Jardin des supplices) је декадентни роман француског писца Октава Мирбоа, објављен у јуну 1899, у време Драјфусове афере. 
То је сасвим необично дело, које збуњује читаоца. Састоји се из три дела која постоје независно једно од другог, са различитим ликовима и писана различитим стилом; а у опису кинеског мучења, у трећем делу, ужас не искључује фасцинацију. 
Роман се може читати у више равни. У њему се може видети парабола трагичне судбине човека, који је осуђен по закону убиства и чији је живот долина суза; радикална осуда свих људских друштава, укључујући и она која себе назвијау цивилизованим, зато што негују убиство уместо да га искорењују; и осуда енглеског и француског колонијализма који читаве континенте претвара у страшне вртове мучења. 